# Franco Corelli
Franco Corelli (Ancona, 8 d'abril de 1921 - Milà, 29 d'octubre de 2003) va ser un tenor spinto italià, actiu entre 1950 i 1976. Va sobresortir pel seu atractiu físic i la potència de la seva veu. Malgrat un cant sovint criticat com a rude i poc conreat, va ser un dels tenors més populars de la Metropolitan Opera després de la Segona Guerra Mundial.

## Biografia
El 1951 va treballar un curt període amb el mestre Arturo Melocchi que també era professor de Mario del Monaco. Després de guanyar un concurs a Florència el 1950, tot i ser autodidacte, va fer el seu debut professional com a Don José a Carmen al teatre de Spoleto. El 1954 va debutar al teatre alla Scala, on hi cantà regularment fins al 1970, en una presentació de La Vestale al costat de Maria Callas. Van seguir contractes als grans teatres d'Itàlia i en la Wiener Staatsoper.
Corelli va donar la seva primera funció al Metropolitan Opera de Nova York el 27 de gener de 1961, com Manrico a l'òpera Il Trovatore. La seva parella d'escenari va ser la també debutant Leontyne Price. Corelli va tenir oportunitat de cantar i gravar al costat de les grans veus verdianes de l'època: Leontyne Price, Maria Callas, Birgit Nilsson i Renata Tebaldi, entre d'altres.
Inicialment va incloure en el seu repertori els principals rols heroics de les òperes italianes i, després, va començar a cantar rols de l'òpera francesa poc adequats per a la seva veu. Tanmateix va triomfar igualment. Corelli va ser un dels tenors més gravats de la seva època. Se solen citar com referències els seus enregistraments de Carmen de Georges Bizet (al costat de Leontyne Price i sota la batuta de Herbert von Karajan) i Turandot de Giacomo Puccini (al costat de Birgit Nilsson i Renata Scotto, sota la direcció de Mollinari-Pradelli). Un altre enregistrament recomanat és Il Trovatore de Verdi, en viu des del Festival de Salzburg sota la direcció de Karajan. A Barcelona es presentà el 1961.
Corelli patia de pànic escènic, la qual cosa li va ocasionar severs problemes nerviosos que van acabar portant-lo a la decisió d'abandonar la seva carrera quan encara disposava de mitjans vocals notables, a mitjans dels anys 70. A vegades la seva esposa li havia d'insistir reiteradament perquè sortís a l'escenari. La senyora Corelli exercia també la funció de mànager del seu marit.
Ja cap a l'ocàs de la seva carrera havia de cantar l'obra Adriana Lecouvreur de Francesco Cilea al Metropolitan Opera. Al·legant certes molèsties no es va presentar a la funció. Aquest esdeveniment va comportar el debut de Plácido Domingo al MET, ja que era el seu substitut.
Corelli es va retirar el 1976, a l'edat de 55 anys. Des de llavors es va dedicar a ensenyar cant fins al final de la seva vida. Va morir a Milà, a causa d'un atac al cor del qual no es va aconseguir recuperar. Va ser enterrat al Cimitero Monumentale.